# أمل صالحة
أمل حسن صالحة (مواليد 2 ديسمبر 2000) هي لاعبة كرة قدم لبنانية سابقة لعبت كمدافعة.

## مهنة النادي
انضمت صالحة إلى الصفاء في عام 2019، لعبت 12 مباراة في موسم 2019–20.

## الإنجازات
الصفاء
- بطولة اتحاد غرب آسيا للأندية للسيدات: 2022
- الدوري اللبناني للسيدات: 2020–21

لبنان
- بطولة اتحاد غرب آسيا للسيدات المركز الثالث: 2019

## روابط خارجية
- أمل صالحة على موقع أف آي لبنان (FA Lebanon)
- أمل صالحة على الأرشيف الرياضي العالمي

- اللاعب أمل صالحة على موقع كووورة.